# Hardinge Giffard
Hardinge Stanley Giffard (ur. 3 września 1823 w Londynie, zm. 11 grudnia 1921) –  brytyjski prawnik i polityk, członek Partii Konserwatywnej, minister w rządach lorda Beaconsfielda, lorda Salisbury’ego i Arthura Balfoura.

## Życiorys
Był trzecim synem Stanleya Leesa Giffarda, redaktora Standardu, i Sussanny Moran, córki Francisa Morana. Wykształcenie odebrał w Merton College na Uniwersytecie Oksfordzkim. W 1850 r. rozpoczął praktykę adwokacką w Inner Temple. Pracował w sądach karnych w Londynie i Middlesex. Był jednym z młodszych rangą prawników, którzy reprezentowali Skarb Jej Królewskiej Mości. W 1865 r. został Radcą Królowej. Został również ławnikiem Inner Temple.
Giffard dwukrotnie bez powodzenia startował w wyborach parlamentarnych w okręgu Cardiff – w 1868 i 1874 r. Mimo iż nie był członkiem Izby Gmin otrzymał w 1875 r. stanowisko Radcy Generalnego Anglii i Walii. Do parlamentu dostał się w 1877 r. po wyborach uzupełniających w okręgu Launceston. Po porażce konserwatystów w wyborach 1880 r. utracił stanowisko Radcy Generalnego. W 1885 r. otrzymał tytuł 1. barona Halsbury i zasiadł w Izbie Lordów.
Halsbury pełnił funkcję lorda kanclerza w latach 1885–1886, 1886–1892 i 1892–1905. W 1898 r. otrzymał tytuły hrabiego Halsbury i wicehrabiego Tiverton. W 1901 r. jako lord wielki steward prowadził przez Izbą Lordów, która występowała jako sąd parów, proces lorda Russella, oskarżonego o bigamię. Sprzeciwiał się ograniczeniu kompetencji Izby Lordów przez Parliament Act z 1911 r.
Lord Halsbury był prezesem Królewskiego Towarzystwa Literackiego, Wielkim Strażnikiem Angielskich Wolnomularzy oraz Wysokim Stewardem Uniwersytetu Oksfordzkiego. W latach 1905–1916 opublikował Laws of England, zbiór aktów prawnych obowiązujących w Anglii. Zbiór ten jest znany jako Halsbury's Laws. Po śmierci Halsbury'ego opublikowano Halsbury's Statutes oraz Halsbury's Statutory Instruments.

## Rodzina
28 sierpnia 1852 r. poślubił Caroline Humphreys (zm. 30 września 1873), córkę W.C. Humphreysa. Małżonkowie nie mieli razem dzieci.
14 października 1874 r. poślubił Wilhelminę Woodfall (zm. 22 grudnia 1927), córkę Henry’ego Woodfalla. Małżonkowie mieli razem syna i dwie córki:
- Constance Mary Evelyn Giffard (zm. 3 lipca 1962), żona Edwarda Giffarda, nie miała dzieci
- Lynie May Robias Giffard (25 sierpnia 1875 – 15 kwietnia 1879)
- Hardinge Goulburn Giffard (20 czerwca 1880 – 15 września 1943), 2. hrabia Halsbury